# Friedrich Whistling
Friedrich Wilhelm Whistling (* 28. September 1809 in Halle an der Saale; † 3. November 1861 in Leipzig) war ein deutscher Musikverleger.

## Leben
Whistling – ein Sohn des Musikalienhändlers und Musikbibliographen Carl Friedrich Whistling – wuchs in Leipzig auf und ging 1824 nach Hamburg, wo er vermutlich eine Ausbildung zum Buch- oder Musikalienhändler absolvierte. Später kehrte er nach Leipzig zurück und erwarb dort 1835 das „Leih-Institut für Musik“ von Friedrich Wieck. Im selben Jahr gründete er eine Buch-, Musikalien- und Verlagshandlung, in der Ende des Jahres seine erste Veröffentlichung erschien: Clara Wiecks Valses romantiques op. 4.
1844 verlegte Whistling die Zeitschrift Musikalisch Kritisches Repertorium, herausgegeben von Herrmann Hirschbach.
Bekannt wurde der Verlag vor allem mit den Werken von Robert Schumann, mit dem er ab 1835 auch eine intensive Korrespondenz pflegte. Darunter befinden sich der Liederzyklus Frauenliebe und -leben op. 42 (1843) und das Klavierquartett Es-Dur op. 47.
Unter finanziellem Aspekt war Whistlings Verlag nicht sehr erfolgreich, mehrfach musste er einen Kredit aufnehmen, um zahlungsfähig zu bleiben.